# Otmar Richter
Otmar Richter (* 5. März 1938 in Chemnitz; † 5. Oktober 2023) war ein deutscher Schauspieler, Hörspielsprecher und Drehbuchautor.

## Leben
Richter wuchs in Chemnitz auf. Nach seinem Abitur absolvierte er von 1956 bis 1959 seine Schauspielausbildung mit Bühnenreifeprüfung und spielte im Jahr 1959 in dem Film SAS 181 antwortet nicht seine erste Rolle. Am Theater war er unter anderem am Theater in Senftenberg, an der Volksbühne Berlin und nach der Wende am Theater am Kurfürstendamm engagiert. Von 1969 bis 1991 gehörte er zum Ensemble des DDR-Fernsehens. In seiner rund fünf Jahrzehnte lang andauernden Karriere hat er als Schauspieler vor der Kamera in über 150 Film-und-Fernsehproduktionen mitgewirkt. Oftmals war Richter dabei in Nebenrollen besetzt worden, spielte aber auch einige Hauptrollen. Zudem war Richter auch als Drehbuchautor für Fernsehserien und als Hörspielsprecher aktiv. 
Richter, der bereits Ende der 1950er-Jahre Mitglied einer Tauchsport-Arbeitsgemeinschaft im Berliner Haus der Jungen Talente war, gründete in Berlin-Wendenschloß ein kleines Tauchsport-Museum, das er von 1990 bis 2002 auch leitete. Richter war verheiratet. Er starb am 5. Oktober 2023 im Alter von 85 Jahren.

## Filmografie (Auswahl)
- 1959: SAS 181 antwortet nicht
- 1959: Zu jeder Stunde
- 1960: Flucht aus der Hölle (Fernseh-Mehrteiler)
- 1961: Christine und die Störche
- 1964: Die Hochzeit von Länneken
- 1966: Schwarze Panther
- 1966: Die Reise nach Sundevit
- 1966: Irrlicht und Feuer (Fernsehfilm, Zweiteiler)
- 1966: Columbus 64 (Fernsehfilm)
- 1967: Ein Lord am Alexanderplatz
- 1967: Geschichten jener Nacht (Episode 2 und 3)
- 1968: Die Toten bleiben jung
- 1968: Mord am Montag
- 1969: Unbekannte Bürger
- 1969: Weite Straßen – stille Liebe
- 1969: Zeit zu leben
- 1971: Der Staatsanwalt hat das Wort: Der Fall Valentin Erbsand (Fernsehreihe)
- 1972: Polizeiruf 110: Die Maske (Fernsehreihe)
- 1972: Die große Reise der Agathe Schweigert (Fernsehfilm)
- 1973: Zement (Fernsehfilm, 2 Teile)
- 1974: Der erste Urlaubstag (Fernsehfilm)
- 1975: Fischzüge (Fernsehfilm)
- 1976: Aschenbrödel (Fernsehfilm)
- 1976: Polizeiruf 110: Ein ungewöhnlicher Auftrag
- 1977: Polizeiruf 110: Vermißt wird Peter Schnok
- 1977: Viechereien
- 1977: Trampen nach Norden
- 1978: Der Meisterdieb
- 1978: Oh, diese Tante
- 1978: Amor holt sich nasse Füße (Fernsehfilm)
- 1980: Alma schafft alle
- 1980: Unser Mann ist König (Fernsehserie)
- 1980: Der Direktor (Fernsehfilm)
- 1981: Polizeiruf 110: Der Teufel hat den Schnaps gemacht
- 1981: Polizeiruf 110: Glassplitter
- 1981: Maxe Baumann: Maxe in Blau
- 1984: Polizeiruf 110: Freunde
- 1982: Maxe Baumann: Max bleibt am Ball
- 1987: Fridolin (Fernsehserie)
- 1989: Die ehrbaren Fünf (Fernsehfilm)
- 1990: Polizeiruf 110: Tod durch elektrischen Strom
- 1990: Polizeiruf 110: Allianz für Knete
- 1991: Polizeiruf 110: Der Fall Preibisch
- 1992: Das Traumschiff (Fernsehreihe)
- 1993: Ein Bayer auf Rügen (Fernsehserie)
- 1993: Elbflorenz (Fernsehfilm)
- 1996: Alarm für Cobra 11 – Die Autobahnpolizei (Fernsehserie, Folge Rote Rosen, schwarzer Tod)
- 1997–1998: Am liebsten Marlene (Fernsehfilm)
- 1998: Großstadtrevier
- 1999: Unser Charly (Fernsehserie)
- 2001: Gefährliche Nähe und du ahnst nichts (Fernsehfilm)
- 2001: Herzstolpern (Fernsehfilm)
- 2004: Liebe nach dem Tod (Fernsehfilm)
- 2005: SOKO Leipzig (Fernsehserie, Folge Die Polizistin)
- 2006: Heimweh nach drüben (Fernsehfilm)
- 2008: SOKO Wismar (Fernsehserie, Folge Die Schläfer)

## Hörspiele
- 1968: Joachim Witte: Die Geburtshelfer (Herr Albrecht) – Regie: Joachim Gürtner (Hörspielreihe: Neumann, zweimal klingeln – Rundfunk der DDR)
- 1972: Ulrich Waldner: Gewitterstimmung (Ohme) – Regie: Joachim Gürtner (Hörspielreihe: Neumann, zweimal klingeln – Rundfunk der DDR)
- 1975: Prosper Merimée: Die Jacquerie (Renault) – Regie: Albrecht Surkau (Hörspiel – Rundfunk der DDR)
- 1979: Joachim Goll: Der Hund von Rackerswill (Busfahrer) – Regie: Werner Grunow (Hörspiel – Rundfunk der DDR)
- 1980: Norbert Klein: Alles ist anders (Dieter) – Regie: Wolfgang Brunecker (Hörspielreihe: Neumann, zweimal klingeln – Rundfunk der DDR)
- 1981: Albert Wendt: Das Hexenhaus (Vater) – Regie: Peter Groeger (Kinderhörspiel – Rundfunk der DDR)
- 1982: Rolf Wohlgemuth: Auf der Schaukel – Regie: Werner Grunow (Hörspiel – Rundfunk der DDR)
- 1984: Ran Bossilek/Maria Georgiewa: Goltscho-Habenichts (Riesenjunge) – Regie: Helmut Hellstorff (Kinderhörspiel – Rundfunk der DDR)
- 1986: Michael Kautz: Gisa (Otto) – Regie: Werner Grunow (Hörspiel – Rundfunk der DDR)
- 1986: Elifius Paffrath: Die Prinzessin und der Spielmann (Räuber) – Regie: Manfred Täubert (Kinderhörspiel – Rundfunk der DDR)
- 1986: Jacob Grimm/Wilhelm Grimm: Die Prinzessin und der Spielmann (Räuber) – Regie: Manfred Täubert (Kinderhörspiel – Rundfunk der DDR)
- 1987: Manfred Müller: Die wunderbare Ziege (Didbarna) – Regie: Manfred Täubert (Kinderhörspiel – Rundfunk der DDR)
- 1988: Joachim Goll: Geschenkt ist geschenkt – Regie: Werner Grunow (Hörspiel – Rundfunk der DDR)

## Auszeichnungen
- 1969: Heinrich-Greif-Preis[3]